# Цыденжапов, Алдар Баторович

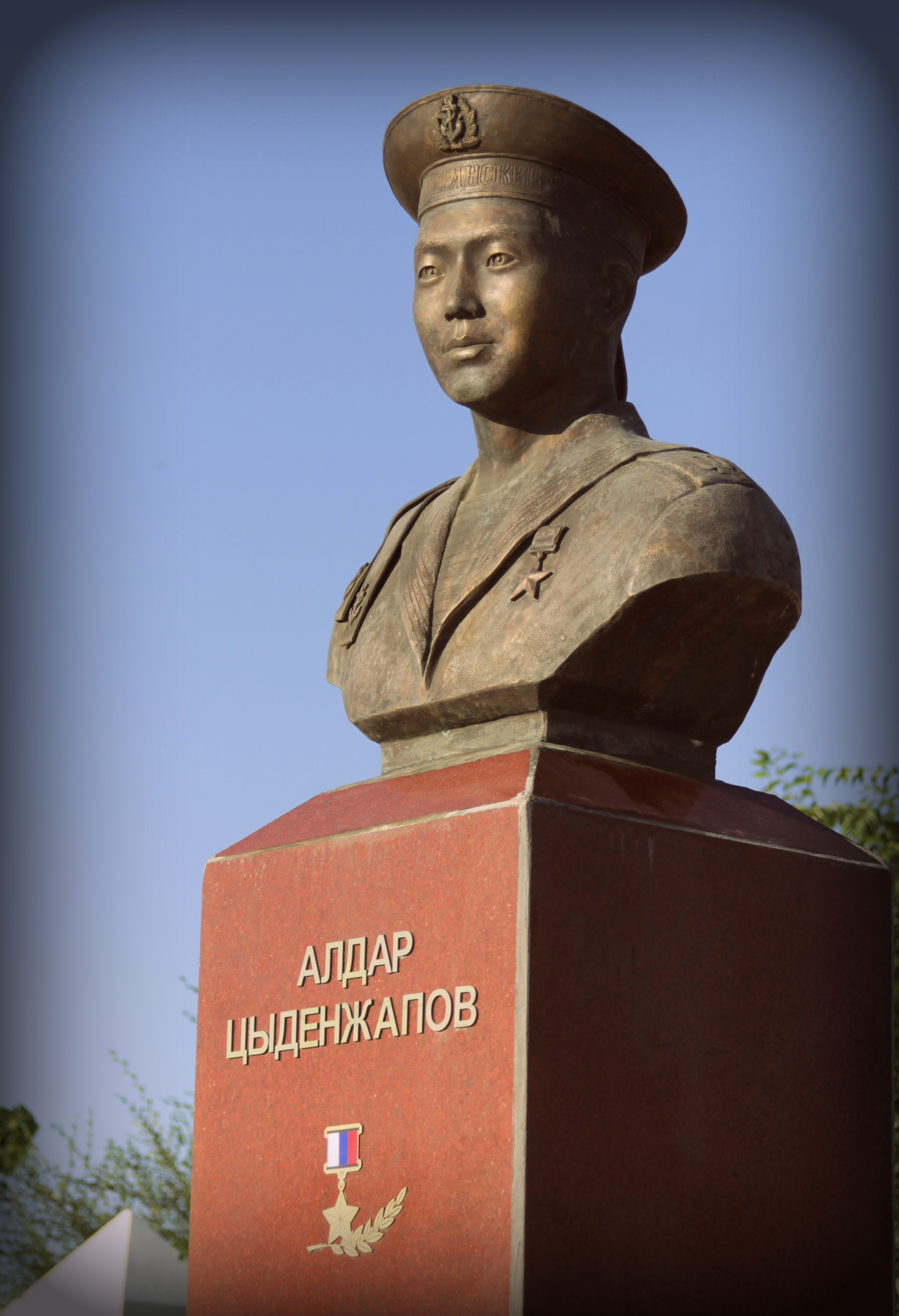
Памятник Алдару Цыденжапову на Аллее Героев в Агинском. Июль 2012

Алда́р Ба́торович Цыденжа́пов (бур.  Сэдэнжабов Баатарай Алдар; 4 августа 1991, Агинское, Бурятская АССР — 28 сентября 2010, Владивосток, Приморский край) — российский моряк, матрос Тихоокеанского флота России. Предотвратив ценой своей жизни крупную аварию на эсминце «Быстрый», спас от гибели сам военный корабль и экипаж в составе 348 человек. Герой Российской Федерации (посмертно, 2010 г.)

## Биография
Алдар родился 4 августа 1991 года в посёлке Агинское Агинского Бурятского автономного округа (ныне Агинского района Забайкальского края). Был младшим в семье вместе с сестрой-близнецом Арюной. Старший брат — Булат, сестра — Ирина. Мать — Билигма Зыдыгаевна, старшая медсестра в детском саду «Солнышко», отец — Батор Жаргалович, пенсионер МВД, работает там же в службе охраны.
Окончил Агинскую среднюю общеобразовательную школу № 1 в родном посёлке. После школы собирался поступать в институт, но передумал, решив для начала пойти по стопам деда, Зыдыги Гармаевича Ванчикова, — служить на флоте. Однако в военкомате Алдара вычеркнули из списка команды моряков из-за сравнительно малого веса и небольшого роста, и только после настойчивых просьб отца ему в конце концов позволили попасть в морскую команду.
В ноябре 2009 года он поступил на срочную службу, получил определение в войсковую часть № 40074 Тихоокеанского флота (город Фокино Приморского края). Спустя полгода службы планировал остаться служить по контракту.

## Подвиг
Утром 24 сентября 2010 года, когда весь экипаж эсминца «Быстрый» находился на борту и готовился к боевому походу из Фокино на Камчатку, в машинном отделении корабля вспыхнул пожар из-за замыкания электропроводки в момент прорыва топливного трубопровода. Цыденжапов, заступивший на дежурство в качестве машиниста котельной команды, сразу кинулся перекрывать утечку топлива. Около девяти секунд он находился в центре пожара. После устранения утечки он смог самостоятельно выбраться из охваченного пламенем отсека, получив сильнейшие ожоги. Оперативные действия Цыденжапова и его сослуживцев привели к своевременному отключению энергоустановки корабля, которая в противном случае могла взорваться и потопить эсминец, на котором несли службу 348 человек.

## Смерть и похороны
Алдар Цыденжапов в тяжелейшем состоянии был доставлен в госпиталь Тихоокеанского флота во Владивостоке. Скончался 28 сентября 2010 года в возрасте 19 лет. Цыденжапов не дожил до окончания службы меньше месяца.
5 октября 2010 года гроб с телом Алдара Цыденжапова был доставлен в сопровождении офицеров и матросов Тихоокеанского флота в Агинское. По буддийской традиции 6 октября лама провёл в доме погибшего обряд перерождения души. 7 октября прошла церемония похорон.

## Награды
Указом Президента России от 16 ноября 2010 года № 1431 матросу Алдару Баторовичу Цыденжапову за мужество, отвагу и самоотверженность, проявленные при исполнении воинского долга, присвоено звание Героя Российской Федерации (посмертно).

## Память

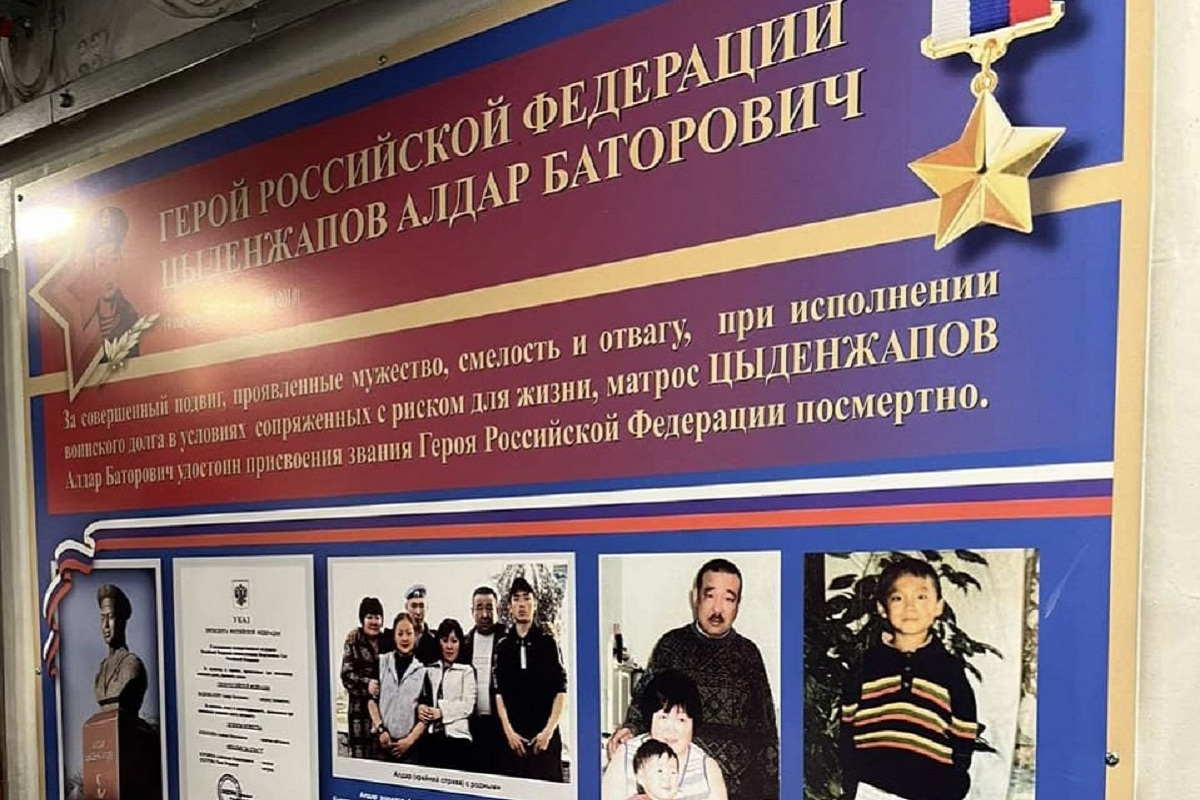
Мемориальный стенд, посвящённый Алдару Цыденжапову на борту названного в его честь корвета

- Именем Алдара Цыденжапова названа улица в посёлке Агинское.
- Именем Героя названа улица в посёлке Усть-Ордынский Эхирит-Булагатского района Иркутской области.
- В школе посёлка Агинское, в которой он учился, установлена мемориальная доска[13].
- На берегу бухты Абрек залива Стрелок, где базируются корабли Приморского объединения Тихоокеанского флота, у пирса эскадренного миноносца «Быстрый» открыт знак памяти[14].
- На эсминце «Быстрый» открыта мемориальная доска. Место в кубрике, где жил Алдар Цыденжапов, навсегда останется за ним. Матрос навечно зачислен в списки экипажа корабля[14].
- В 2011 году в селе Селендума Селенгинского района Бурятии установлен памятник[15].
- В 2012 году в серии «Герои Российской Федерации» выпущена почтовая марка с портретом Алдара Цыденжапова.
- 22 июля 2015 года заложен корвет проекта 20380 «Герой Российской Федерации Алдар Цыденжапов» на Амурском судостроительном заводе[16][17][18]. 25 декабря 2020 года корвет включён в состав Тихоокеанского флота[19].
- 21 февраля 2015 года на улице Алдара Цыденжапова в посёлке Агинское установлен памятник в виде якоря[20].
- 30 июня 2016 года в Улан-Удэ открыли памятник Алдару Цыденжапову, построенный на деньги учеников школы № 35[21].
- 13 октября 2017 года школе № 57 г. Улан-Удэ присвоено имя Героя России Алдара Цыденжапова[22].
- В 2021 году зачислен навечно в списки личного состава одной из частей Тихоокеанского флота[23].
- В апреле 2023 года одну из улиц в Улан-Удэ назвали в честь Героя[24].
- В мае 2023 года имя Героя присвоено отряду юнармейцев приморского города Фокино[25].

## Фильмы
- Документальный фильм «Огненная вахта Алдара». Читинская ГТРК. Режиссёр Валентина Безбородкина. 2011.
- О подвиге Алдара Цыденжапова снят художественный фильм «9 секунд» (режиссер Олег Штром, сценарий М. Довгер; в главной роли Бато Шойнжонов, в ролях — А. Шабалина, Дмитрий Певцов, Даниил  Спиваковский, А. Кирсанов). Премьера фильма состоялась 26 сентября 2024 года[26].